# 리소스 포크
리소스 포크(Resource fork)는 애플의 클래식 Mac OS 운영체제에 있는 파일의 포크 또는 섹션으로, 호환성을 위해 최신 macOS에도 적용되었으며, 데이터 포크 내에 저장된 구조화되지 않은 데이터와 함께 구조화된 데이터를 저장하는 데 사용된다.
리소스 포크는 아이콘 비트맵, 창 모양, 메뉴 정의 및 해당 내용, 애플리케이션 코드(기계어) 등의 세부 정보를 포함하는 특정 형식으로 정보를 저장한다. 예를 들어 워드 프로세싱 파일은 해당 텍스트를 데이터 포크에 저장하고, 포함된 이미지는 동일한 파일의 리소스 포크에 저장할 수 있다. 리소스 포크는 주로 실행 파일에서 사용되지만 모든 파일에는 리소스 포크가 있을 수 있다.
1986년 기술 노트에서 애플은 개발자가 파일의 리소스 포크에 일반 데이터를 넣지 말 것을 강력히 권장했다. 애플에 따르면 유효한 리소스 매니저 정보만 있는 리소스 포크에 의존하는 시스템 소프트웨어의 일부가 있다.
리소스 포크의 아이디어는 원래 애플의 프로그래머인 브루스 혼(Bruce Horn)이 고안하고 구현했다.

## 주요 리소스 유형
| 리소스 유형의 이름 | 실제 이름           |
| ------------------ | ------------------- |
| alis               | alias               |
| ALRT               | alert               |
| APPL               | application         |
| BNDL               | bundle              |
| cicn               | color icon          |
| clut               | color look-up table |
| CNTL               | control             |
| CODE               | code resource       |
| CURS               | cursor              |
| DITL               | dialog item list    |
| DLOG               | dialog              |
| FREF               | file reference      |
| hfdr               | icon balloon help   |
| icl8               | 8-bit icon list     |
| icns               | 32-bit icon list    |
| ICON               | icon                |
| kind               | file description    |
| MBAR               | menu bar            |
| MDEF               | menu definition     |
| MENU               | menu                |
| MooV               | movie               |
| open               | open                |
| PICT               | picture             |
| PREF               | preference          |
| snd                | sound               |
| STR                | string              |
| STR#               | string list         |
| styl               | style               |
| TEXT               | text                |
| TMPL               | template            |
| vers               | version             |
| WDEF               | window definition   |
| WIND               | window              |

## 같이 보기
- 포크 (파일 시스템)